# Cazaci din Astrahan
Armata cazacilor din Astrahan (Астраханское казачье войско) a fost o armată căzăcească din Imperiul Rus formată prin mutarea unor cazaci de pe cursul inferior al Volgii, care aveau în apărare regiunea fluviului Volga din timpurile în care Rusia a ocupat Hanatul Astrahanului în 1556. 

## Istoric
Guvernul central rus a hotărât în 1737 să reloce un număr de cazaci de pe Volga la Astrahan și a format o unitate de 3 sotinii (300 de oameni), care aveau ca sarcină principală escorta curierilor și corespondenței și paza graniței. Această unitate avea să fie reorganizată într-un regiment ( 5 sotnii, 500 de oameni) pe 28 martie 1750. Cazacii din Astrahan au fost colonizați de-a lungul malului drept al Volgii, de la Astrahan până la Cernîi Iar. La începutul secolului al XIX-lea, regimentul a fost întărit cu noi veniți din Țarițîn, Kamișin, Saratov și cu restul cazacilor de pe Volga și un număr de cazaci kalmîci și tătari. Din punct de vedere administrativ, cazacii din Astrahan au trecut în 1833 de sub autoritatea Corpului cazacilor din Caucaz sub cea a atamanului din Astrahan. În 1872, Armata cazacilor din Astrahan a fost împărțită în două mari subunități și a fost reorganizat ca regiment de cavalerie. 
Armata cazacilor din Astrahan avea 4 stanițe la Țarițin, Saratov, Cernîi Iar, Krasnîi Iar, 16 stanițe a cazacilor locuitori în iurte, 57 de hutoare și avea în posesie 808.000 desiatine de pământ (128.191km2). Efectivele cazacilor din Astrahan ajunseseră în 1916 la aproximativ 40.000 de oameni. Armata din Astrahan asigura în timp de pace un regiment de cavalerie și un pluton de gardă, iar pe timp de război – trei regimente de cavalerie, un pluton de gardă, un batalion de artilerie, și o sotnie cu însărcinări speciale și una de rezervă (un total de 2.600 de oameni). 
Armata cazacilor din Astrahan a luat parte la luptele din timpul Războiului Patriotic din 1812 și la Războaiele ruso-turce din secolul al XIX-lea. În timpul războiului civil, majoritatea cazacilor din Astrahan au luptat în rândurile Armatei Albe contrarevoluționare. După înfrângerea albilor, Armata cazacilor din Astrahan a fost desființată în 1920. 